# Mimophis mahfalensis
Mimophis mahfalensis — вид змій родини піщаних змій (Psammophiidae). Ендемік Мадагаскару.

## Підвиди
Виділяють два підвиди:
- Mimophis mahfalensis mahfalensis (Grandidier, 1867);
- Mimophis mahfalensis madagascariensis Günther, 1868.

## Поширення і екологія
Mimophis mahfalensis широко поширені на острові Мадагаскар, за винятком східної частини острова. Вони живуть в сухих тропічних лісах, колючих заростях, саванах і рідколіссях. Живляться ящірками, зміями і жабами.